# Stephen McKenna (Maler)
Stephen McKenna (* 1939 in London; † 4. Mai 2017 im County Carlow, Irland) war ein britischer figurativer Maler und Grafiker.

## Leben und Werk
McKenna wurde 1939 in London geboren. Er studierte an der Slade School of Fine Art in London. 1973 zog McKenna nach Donegal (Irland). Fortan lebte und arbeitete er nicht nur in Irland, sondern auch in Deutschland, Belgien und Italien.
Von 1995 bis 1996 war McKenna Gastprofessor an der Hochschule für Bildende Künste Braunschweig. 2002 wurde er Mitglied der „Royal Hibernian Academy“ und war dort von 2005 bis 2009 Präsident. Er war auch Mitglied der irischen Künstlervereinigung Aosdána.
Stephen McKenna hat zahlreiche Artikel über Kunst veröffentlicht und 1997 die Ausstellung The Pursuit of Painting im Irish Museum of Modern Art organisiert.
Seine figurativen Malereien greifen Elemente aus Stillleben, Landschaftsmalerei und Interieurmalerei auf.
1972 bemalte Stephen McKenna im Bahnhof Rolandseck die sanitären Anlagen.
Ende der 1990er Jahre ließ McKenna sich nahe dem River Barrow im irischen County Carlow nieder.

## Ausstellungen (Auswahl)

### Einzelausstellungen
- 2000: Stephen McKenna, Gemälde 1990–1999, Arp Museum Bahnhof Rolandseck, Bonn
- 1986: Stephen McKenna, Kunsthalle Düsseldorf, Düsseldorf
- 1984: Van Abbemuseum, Eindhoven
- 1983: Modern Art Oxford, Oxford

### Gruppenausstellungen
- 1982: documenta 7, Kassel

## Auszeichnungen
- 1986: Turner Prize (Nominierung)